# 第19回アカデミー賞
第19回アカデミー賞（だい19かいアカデミーしょう）は、1946年の映画を対象としており、授賞式は1947年3月13日にアメリカ合衆国カリフォルニア州ロサンゼルスのシュライン・オーディトリアムで行われた。司会はジェームズ・ステュアートとボブ・ホープが務めた。

## 受賞とノミネート一覧
太文字のものが受賞である。
| 作品賞 | 監督賞 |
| --- | --- |
| - 『我等の生涯の最良の年』 - 『ヘンリィ五世』 - 『素晴らしき哉、人生!』 - 『剃刀の刃』 - 『子鹿物語』 | - ウィリアム・ワイラー – 『我等の生涯の最良の年』 - クラレンス・ブラウン – 『子鹿物語』 - フランク・キャプラ – 『素晴らしき哉、人生!』 - デヴィッド・リーン – 『逢びき』 - ロバート・シオドマク – 『殺人者』 |
| 主演男優賞 | 主演女優賞 |
| - フレドリック・マーチ – 『我等の生涯の最良の年』 - ローレンス・オリヴィエ – 『ヘンリィ五世』 - ラリー・パークス – 『ジョルスン物語』 - グレゴリー・ペック – 『子鹿物語』 - ジェームズ・ステュアート – 『素晴らしき哉、人生!』 | - オリヴィア・デ・ハヴィランド – 『遥かなる我が子』 - セリア・ジョンソン – 『逢びき』 - ジェニファー・ジョーンズ – 『白昼の決闘』 - ロザリンド・ラッセル – 『世界の母』 - ジェーン・ワイマン – 『子鹿物語』 |
| 助演男優賞 | 助演女優賞 |
| - ハロルド・ラッセル – 『我等の生涯の最良の年』 - チャールズ・コバーン – 『育ちゆく年』 - ウィリアム・デマレスト – 『ジョルスン物語』 - クロード・レインズ – 『汚名』 - クリフトン・ウェッブ – 『剃刀の刃』 | - アン・バクスター – 『剃刀の刃』 - エセル・バリモア – 『らせん階段』 - リリアン・ギッシュ – 『白昼の決闘』 - フローラ・ロブソン – 『サラトガ本線』 - ゲイル・ソンダガード – 『アンナとシャム王』 |
| 脚本賞 | 脚色賞 |
| - 『第七のヴェール』 – ミュリエル・ボックス 、 シドニー・ボックス - 『青い戦慄』 – レイモンド・チャンドラー - 『汚名』 – ベン・ヘクト - 『アラスカ珍道中』 - ノーマン・パナマ、メルヴィン・フランク - 『天井桟敷の人々』 - ジャック・プレヴェール | - 『我等の生涯の最良の年』 – ロバート・E・シャーウッド - 『無防備都市』 – セルジオ・アミデイ、フェデリコ・フェリーニ - 『アンナとシャム王』 – サリー・ベンソン、タルボット・ジェニングス - 『逢びき』 – アンソニー・ハヴロック＝アラン、デヴィッド・リーン、ロナルド・ニーム - 『殺人者』 – アンソニー・ヴェイラー |
| 原案賞 | |
| - Vacation From Marriage – クレメンス・デイン - 『遥かなる我が子』 – チャールズ・ブラケット - The Strange Love of Martha Ivers – ジャック・パトリック - 『暗い鏡』 - ウラジミール・ポズナー - 『オーソン・ウェルズINストレンジャー』 – ヴィクター・トリヴァス | |
| 短編ドキュメンタリー映画賞 | 短編アニメ賞 |
| - Seeds of Destiny - Atomic Power - Life at the Zoo - Paramount News Issue - Traffic with the Devil | - 『ピアノ・コンサート』 – フレッド・クインビー - 『アンディとペッカーのショパン演奏会』 – ウォルター・ランツ - John Henry and the Inky Poo – ジョージ・パル - 『リスの山小屋合戦』 – ウォルト・ディズニー - 『かわいい子には旅を』 – エドワード・セルツァー                                                       |
| 短編実写映画賞（一巻） | 短編実写映画賞（二巻） |
| - Facing Your Danger – ゴードン・ホリングゼッド - Dive-Hi Champs – ジャック・イートン - Golden Horses – エドマンド・リーク - Smart as a Fox – ゴードン・ホリングゼッド - Sure Cures – ピート・スミス | - A Boy and His Dog – ゴードン・ホリングゼッド - College Queen – ジョージ・B・テンプルトン - Hiss and Yell – ジュールス・ホワイト - The Luckiest Guy in the World – ジェリー・ブレスラー |
| ドラマ・コメディ音楽賞 | ミュージカル音楽賞 |
| - 『我等の生涯の最良の年』 – ヒューゴー・フリードホーファー - 『アンナとシャム王』 – バーナード・ハーマン - 『殺人者』 – ロージャ・ミクローシュ - 『ヘンリィ五世』 – ウィリアム・ウォルトン - 『ユーモレスク』 – フランツ・ワックスマン | - 『ジョルスン物語』 – モリス・W・ストロフ - 『ブルー・スカイ』 – ロバート・エメット・ドーラン - 『ハーヴェイ・ガールズ』 - レニー・ヘイトン - 『夜も昼も』 - レイ・ハインドーフ、Max Steiner - Centennial Summer – アルフレッド・ニューマン                                                                       |
| 歌曲賞 | 録音賞 |
| - 「サンタフェ鉄道」 （『ハーヴェイ・ガールズ』） – ハリー・ウォーレン（作曲）、ジョニー・マーサー（作詞） - "All Through the Day" （Centennial Summer） – ジェローム・カーン（作曲）、オスカー・ハマースタイン2世（作詞） - "I Can't Begin to Tell You" （The Dolly Sisters） – ジェームズ・モナコ（作曲）、マック・ゴードン（作詞） - "Ole Buttermilk Sky" （『インディアン渓谷』） – ホーギー・カーマイケル（作曲）、ジャック・ブルックス（作詞） - "You Keep Coming Back Like a Song" （『ブルー・スカイ』） – アーヴィング・バーリン（作曲・作詞） | - 『ジョルスン物語』 – コロンビア・スタジオ・サウンド部 - 『素晴らしき哉、人生!』 – RKOラジオ・スタジオ・サウンド部 - 『我等の生涯の最良の年』 – サミュエル・ゴールドウィン・スタジオ・サウンド部 |
| 美術監督賞（白黒） | 美術監督賞（カラー） |
| - 『アンナとシャム王』 – 美術: ライル・ウィーラー、ウィリアム・S・ダーリング、装置: トーマス・リトル、フランク・E・ヒューズ - 『剃刀の刃』 – 美術: リチャード・デイ、ネイザン・ジュラン、装置: トーマス・リトル、ポール・S・フォックス - Kitty – 美術: ハンス・ドライアー、ウォルター・H・タイラー、装置: サム・コマー、レイ・モイヤー | - 『子鹿物語』 – 美術: セドリック・ギボンズ、ポール・グロッシー、装置: エドウィン・B・ウィリス - 『シーザーとクレオパトラ』 – 美術・装置: ジョン・ブライアン - 『ヘンリィ五世』 – 美術・装置: ポール・シェリフ、カーメン・ディロン                                                                                 |
| 撮影賞（白黒） | 撮影賞（カラー） |
| - 『アンナとシャム王』 – アーサー・C・ミラー - 『育ちゆく年』 - ジョージ・フォルシー | - 『子鹿物語』 – チャールズ・ロッシャー、レナード・スミス、アーサー・アーリング - 『ジョルスン物語』 - ジョセフ・ウォーカー |
| 編集賞 | 特殊効果賞 |
| - 『我等の生涯の最良の年』 – ダニエル・マンデル - 『素晴らしき哉、人生!』 - ウイリアム・ホーンベック - 『ジョルスン物語』 - ウィリアム・A・リオン - 『殺人者』 - アーサー・ヒルトン - 『子鹿物語』 - ハロルド・F・クレス | - 『陽気な幽霊』 – トーマス・ハワード - 『盗まれた青春』 – ウィリアム・マクガン、ネイサン・レヴィンソン |

### アカデミー特別賞
- ローレンス・オリヴィエ
- ハロルド・ラッセル
- エルンスト・ルビッチ

### アービング・G・タルバーグ賞
- サミュエル・ゴールドウィン

### アカデミー子役賞
- クロード・ジャーマン・Jr

### 複数部門での受賞・ノミネート
複数候補
- 8候補: 『我等の生涯の最良の年』
- 7候補: 『子鹿物語』
- 6候補: 『ジョルスン物語』
- 5候補: 『アンナとシャム王』、『素晴らしき哉、人生!』
- 4候補: 『ヘンリィ五世』、『殺人者』、『剃刀の刃』
- 3候補: 『逢びき』
- 2候補: 『ブルー・スカイ』、『シーザーとクレオパトラ』、『白昼の決闘』、『育ちゆく年』、『ハーヴェイ・ガールズ』、『汚名』、『遥かなる我が子』

複数受賞
- 7受賞: 『我等の生涯の最良の年』
- 2受賞: 『アンナとシャム王』、『ジョルスン物語』、『子鹿物語』